# 遮断周波数

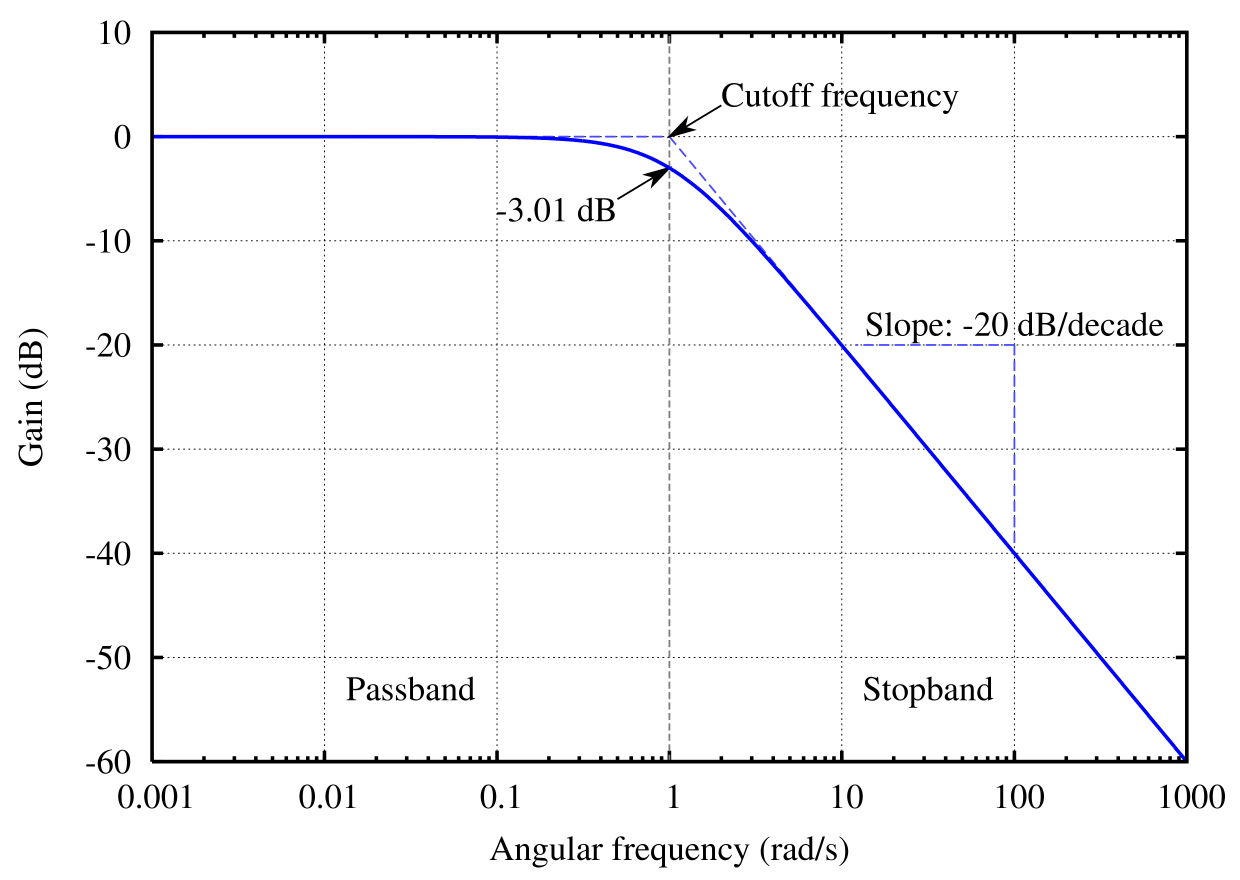
バターワースフィルタの周波数特性を表したボーデ図。遮断周波数が示してある。

遮断周波数（しゃだんしゅうはすう）またはカットオフ周波数（英: Cutoff frequency）とは、物理学や電気工学におけるシステム応答の限界であり、それを超える周波数を持つ入力エネルギーは減衰または反射する。典型例として次のような定義がある。
- 電子回路の遮断周波数： その周波数を越えると（あるいは下回ると）回路の利得が通常値の 3 dB 低下する値。
- 導波管で伝送可能な最低周波数（あるいは最大波長）。

遮断周波数は、プラズマ振動にもあり、場の量子論における繰り込みに関連した概念にも用いられる。

## 電子工学
電子工学での遮断周波数とは、その周波数を越える（あるいは下回る）と電子回路（電話回線、増幅器、フィルタ回路など）の出力電力が通過帯域のそれに比較して {\displaystyle {\frac {1}{2}}}となる周波数を指す。電力は電圧の二乗に比例するため、そのときの電圧信号は通過帯域の{\displaystyle {\frac {1}{\sqrt {2}}}}となる。これは、−3 dB とほぼ等しい（{\displaystyle 10\log _{10}{\frac {1}{2}}=20\log _{10}{\frac {1}{\sqrt {2}}}=-3}）。このとき、位相特性は{\displaystyle {\frac {\pi }{4}}}だけ遅れ、伝達関数の実部の絶対値と虚部の絶対値が等しくなる。 バンドパスフィルタには2つの遮断周波数があり、その平均を中心周波数と呼ぶ。

## 通信
電気通信では、電波を電離層で反射させることで遠隔まで電波を到達させる場合がある。このとき、電波の電離層への入射角と周波数によって反射するか突き抜けるかの限界が生じる。これを遮断周波数と呼ぶ。

## 導波管
導波管の遮断周波数とは、モードが伝播する最低周波数を意味する。光ファイバーでは、遮断波長で考えることが多い。すなわち、光ファイバーや導波管を伝播する最大波長である。遮断周波数は、ヘルムホルツ方程式の特性方程式から求められる（進行方向の波数を 0 としたマックスウェルの方程式から導き出され、それを周波数について解く）。従って、遮断周波数より低い周波数は伝播せず、減衰する。以下の導出では、損失のない反射面を想定している。c は光速度であり、導波管を満たす媒質における光の群速度とする。
矩形の導波管では、遮断周波数は次の通りである。
{\displaystyle \omega _{c}=c{\sqrt {\left({\frac {n\pi }{a}}\right)^{2}+\left({\frac {m\pi }{b}}\right)^{2}}}}
ここで、{\displaystyle n,m\geq 0} はモード数、a と b は導波管の壁面の長さである。
円形の断面を持つ導波管での TM01 モードの遮断周波数は次の通りである。
{\displaystyle \omega _{c}=c{\frac {\chi _{01}}{r}}=c{\frac {2.4048}{r}}}
ここで、r は導波管の半径、χ01 は一次の第1種ベッセル関数 J0(r ) の解である。
シングルモード・光ファイバーでは、遮断波長は標準周波数の波長の約 2.405 倍である。

### 数学的解析
まず、マックスウェルの方程式から次の波動方程式を導き出す。
{\displaystyle \left(\nabla ^{2}-{\frac {1}{c^{2}}}{\frac {\partial ^{2}}{\partial {t}^{2}}}\right)\psi (\mathbf {r} ,t)=0}
これは、次のような関数形式のみを考慮すればヘルムホルツ方程式になる。
{\displaystyle \psi (x,y,z,t)=\psi (x,y,z)e^{i\omega t}}
代入と時間微分により、次のようになる。
{\displaystyle \left(\nabla ^{2}+{\frac {\omega ^{2}}{c^{2}}}\right)\psi (x,y,z)=0}
このとき、関数 ψ は進行方向に垂直な方向にベクトル成分を持たない場（電場または磁場）を示している。これは導波管の固有モードの特徴であり、2つの場の一方が垂直方向となる。z を導波管の中心軸に沿った方向とする。
次のような関数形式のみを考慮する。
{\displaystyle \psi (x,y,z,t)=\psi (x,y)e^{i\left(\omega t-k_{z}z\right)}}
ここで、kz は進行方向の波数である。結果として次の式が得られる。
{\displaystyle \left(\nabla _{\mathrm {T} }^{2}-k_{z}^{2}+{\frac {\omega ^{2}}{c^{2}}}\right)\psi (x,y,z)=0}
添え字 T は、進行方向と垂直方向の2次元のラプラシアンであることを意味する。最後の段階は、導波管の形状に依存する。最も単純な形状は矩形である。その場合、次のような式を考える。
{\displaystyle \psi (x,y,z,t)=\psi _{0}e^{i\left(\omega t-k_{z}z-k_{x}x-k_{y}y\right)}}
従って、矩形の導波管では、次の式が得られる。
{\displaystyle {\frac {\omega ^{2}}{c^{2}}}=k_{x}^{2}+k_{y}^{2}+k_{z}^{2}}
垂直方向の波数は、導波管の縦横の長さを a と b としたとき、次のようになる。
{\displaystyle {\begin{aligned}k_{x}={\frac {n\pi }{a}},\\k_{y}={\frac {m\pi }{b}}\end{aligned}}}
ここで、n と m は特定の固有モードを表している整数である。最終的な代入を行うと、次の式が得られる。
{\displaystyle {\frac {\omega ^{2}}{c^{2}}}=\left({\frac {n\pi }{a}}\right)^{2}+\left({\frac {m\pi }{b}}\right)^{2}+k_{z}^{2}}
これは矩形導波管における分散関係である。遮断周波数 ωc は進行方向の波数 kz を 0 として、この式を周波数について解けばよい。
{\displaystyle \omega _{\mathrm {c} }=c{\sqrt {\left({\frac {n\pi }{a}}\right)^{2}+\left({\frac {m\pi }{b}}\right)^{2}}}}
波動方程式は遮断周波数以下でも成り立つが、その場合の進行方向の波数は虚数となる。したがって、電磁場は導波管の進行方向に対して指数関数的に減衰する。